# Samuel Hartlib
Samuel Hartlib (né en 1600 à Elbing - mort le 10 mars 1662 à Londres) était un polymathe germano-britannique. Il s'intéressait aux sciences, à la médecine, à l'agriculture, à la politique et à l'éducation. Il s'est installé en Angleterre où il s'est marié et vécut jusqu'à la fin de ses jours. Il était contemporain de Robert Boyle qu'il connaissait très bien. 
Hartlib est souvent décrit comme étant au centre d'un vaste réseau de contacts et de discussions dont le but était de promouvoir la connaissance et l'échange d'information à travers l'Europe. À cet effet il établit avec de nombreux philosophes et scientifiques une volumineuse correspondance qui ne fut retrouvée qu'en 1945 après avoir disparu depuis 1667. Cette correspondance est maintenant abritée dans une collection spéciale Hartlib à l'université de Sheffield. 
Hartlib s'était fixé comme objectif universel de « To record all human knowledge and to make it universally available for the education of all mankind »[réf. souhaitée] c'est-à-dire d'« enregistrer tout le savoir humain et le mettre à la disposition de tous pour l'éducation de l'humanité. »

## Biographie
Hartlib est né  à Elbing dans la communauté lituano-polonaise de Prusse royale.  Il a étudié au gymnasium de Brzeg et à l'Albertina. Il a également étudié brièvement à l'université de Cambridge sous la direction de John Preston.
Hartlib rencontre en Écosse en 1628 le pasteur John Dury en compagnie duquel il se réfugie un court moment en Angleterre à la suite de la prise d'Elbing par les catholiques lors de la guerre de Trente Ans. Il essaie tout d'abord d'établir à Chichester une école prenant en compte sa théorie de l'éducation puis vit à Londres à Duke's Place. Un de ses premiers protecteurs fut John Williams évêque de Lincoln et hostile à William Laud. Un autre de ses soutiens, John Pym, confia à Hartlib une mission de relation avec les calvinistes hollandais de Londres, dans le but de trouver des preuves contre Laud,. D'après Hugh Trevor-Roper, dans son essai Three Foreigners (c'est-à-dire Hartlib, Dury et Comenius), Hartlib et les autres étaient les philosophes des groupements « country party » ou « anti-court » des années 1630 et du début des années 1640, qui unirent leurs efforts pour faire entendre les voix extérieures, même s'ils étaient d'accord sur peu d'autres choses,.
Hartlib mourut dans la pauvreté. Il était associé à Oliver Cromwell et au Commonwealth et fut donc mis à l'écart après la restauration anglaise de Charles II. Certains de ses correspondants en vinrent à vouloir récupérer leurs lettres contenues dans ses archives de peur d'être compromis.

## Baconien
Hartlib était un disciple de la théorie générale de l'éducation de Francis Bacon, ce qui forma une plate-forme commune pour lui et Comenius. Hartlib déploya beaucoup d'effort pour faire venir Comenius, qui appartenait aux Frères moraves protestants, et lui faire visiter l'Angleterre. Comenius était, avec Dury, un des plus importants correspondants de Hartlib et était le tenant du concept d'« arbre du savoir », en perpétuelles ramification et croissance. En 1640, juste avant la guerre civile anglaise, John Gauden demanda au Parliament d'inviter en Angleterre Dury et Comenius et nomma Hartlib comme possible contact.
Hartlib et Comenius voulaient faciliter la diffusion du savoir à une époque à laquelle celui-ci n'était ni catégorisé ni standardisé par aucune convention ou discipline académique et où les bibliothèques étaient à peu près toutes privées. Ils voulaient éclairer et éduquer, afin d'améliorer la société. Comenius arriva en Angleterre en 1641, période délicate en raison du début imminent de la guerre. Sa présence ne réussit pas à transformer la politique éducative même si une importante littérature se développa, particulièrement sur la réforme universitaire, pour laquelle Oliver Cromwell mit en place une nouvelle institution. Comenius partit en 1642 ; sous Cromwell l'école élémentaire se développa à partir de 1646 et le Durham College fut mis en place, avec comme équipe des associés de Hartlib.
Bacon avait également, dans La Nouvelle Atlantide écrit en 1624, projeté un institut de recherche nommé « Salomon's House ». Hartlib poursuivit cette idée en tentant durant les années 1640 de réunir des fonds afin de créer cette institution. Il échoua, si ce n'est pour une petite pension pour lui-même, mais rassembla autour de lui plusieurs personnes partageant ses vues : Dury, John Milton, Kenelm Digby, William Petty, Frederick Clod (Clodius).
En 1644 Milton dédicaça son livre Of Education à Hartlib qu'il avait rencontré l'année précédente et qui l'avait encouragé à publier ses idées sur l'éducation.

## Le Cercle Hartlib, l'Invisible College et la Royal Society
Le Cercle Hartlib de réunions et de correspondances, construit dans les années 1630, est souvent considéré comme une des possibles origines de la Royal Society de Londres qui s'établit une génération plus tard en 1660. Robert Boyle a mentionné à quelques reprises dans sa correspondance l'Invisible College, que plusieurs études ont tenté d'identifier formellement. Néanmoins établir un tableau des diverses relations sociales entre les membres du cercle Hartlib est difficile car Hartlib avait de nombreux contacts et était en relation avec quasiment toutes les personnes influentes dans ces milieux.
Un des projets auquel Hartlib tenait beaucoup, était l' Office of Address, une variante de la Salmomon's House. Il envisageait un bureau dans chaque ville où quelqu'un était susceptible d'aller pour trouver une information. Bien que compatible avec l'influence baconienne, la source d'inspiration en était Théophraste Renaudot et son Bureau d'adresse parisien. À titre d'exemple, au niveau pratique, Hartlib pensait que les gens pourraient déposer là les annonces d'emploi vacant et les personnes à la recherche d'emploi y trouveraient un travail. Hartlib souhaitaient également que les universitaires y fassent part de leurs connaissances afin que l'Office puisse jouer le rôle d'encyclopédie vivante et en construction, où chacun pourrait apporter de nouvelles informations. L'idée de l' Office of address fut développée dans une brochure intitulée Considerations tending to the happy Accomplishment of Englands Reformation in Church and State (1647), écrite par Hartlib et Dury, et qui incluait également une ambitieuse et échelonnée réforme du système éducatif. Margery Purver conclut que l'Invisible College coïncide avec le groupe de lobbyistes, emmenés par Hartlib, et qui défendaient devant le parlement le concept de l' Office of Address. La durée de vie effective de cette idée s'établit entre 1647 et 1653. Il y en eut une mise en place limitée grâce à Henry Robinson, en 1650.
Durant le dernier interrègne, Invisible College peut désigner un groupe se rencontrant au Gresham College. Selon Christopher Hill cependant le club du Gresham College, animé à partir de 1645 par Theodore Haak qui était un hartlibien, était distinct de l'Invisible College coménien. Lady Ranelagh, la sœur de Boyle, tenait également un salon à Londres durant les années 1650, en grande partie fréquenté par des virtuoses associés à Hartlib.
Une des caractéristiques du cercle de Hartlib Circle était sa tolérance aux idées hermétiques ; Hartlib lui-même avait un intérêt pour les sigils et l'astrologie. Boyle aussi essaya de faire des liens entre la chimie expérimentale et l'alchimie, en traitant cette dernière d'une façon moins ésotérique.

## Économie, agriculture, politique
Le traité utopique Macaria (en) fut publié sous le nom de Hartlib. On considère maintenant qu'il est l'œuvre de Gabriel Plattes (en) (1600–1655), un de ses amis,. L'établissement d'un workhouse faisant partie de la Corporation des Pauvres de Londres fut un des projets pratiques. Cette initiative est considérée comme une influence majeure pour les idées philanthropiques futures de John Bellers.
Après que Comenius eut quitté l'Angleterre, et en particulier à partir de 1646, le groupe d'Hartlib s'investit pour la réforme et la tolérance religieuses et contre la domination du presbytérianisme au Long Parlement. Ils proposent également des évolutions économiques, techniques et agricoles, particulièrement à travers Cheney Culpeper et Henry Robinson. Benjamin Worsley, secrétaire du Council of Trade à partir de 1650, était « Hartlibien ».

## Travaux
- Les correspondances de Hartlib, soit plus de 25 000 pages, ont été éditées en 1995 en CD.